# Archäologischer Garten (Augsburg)

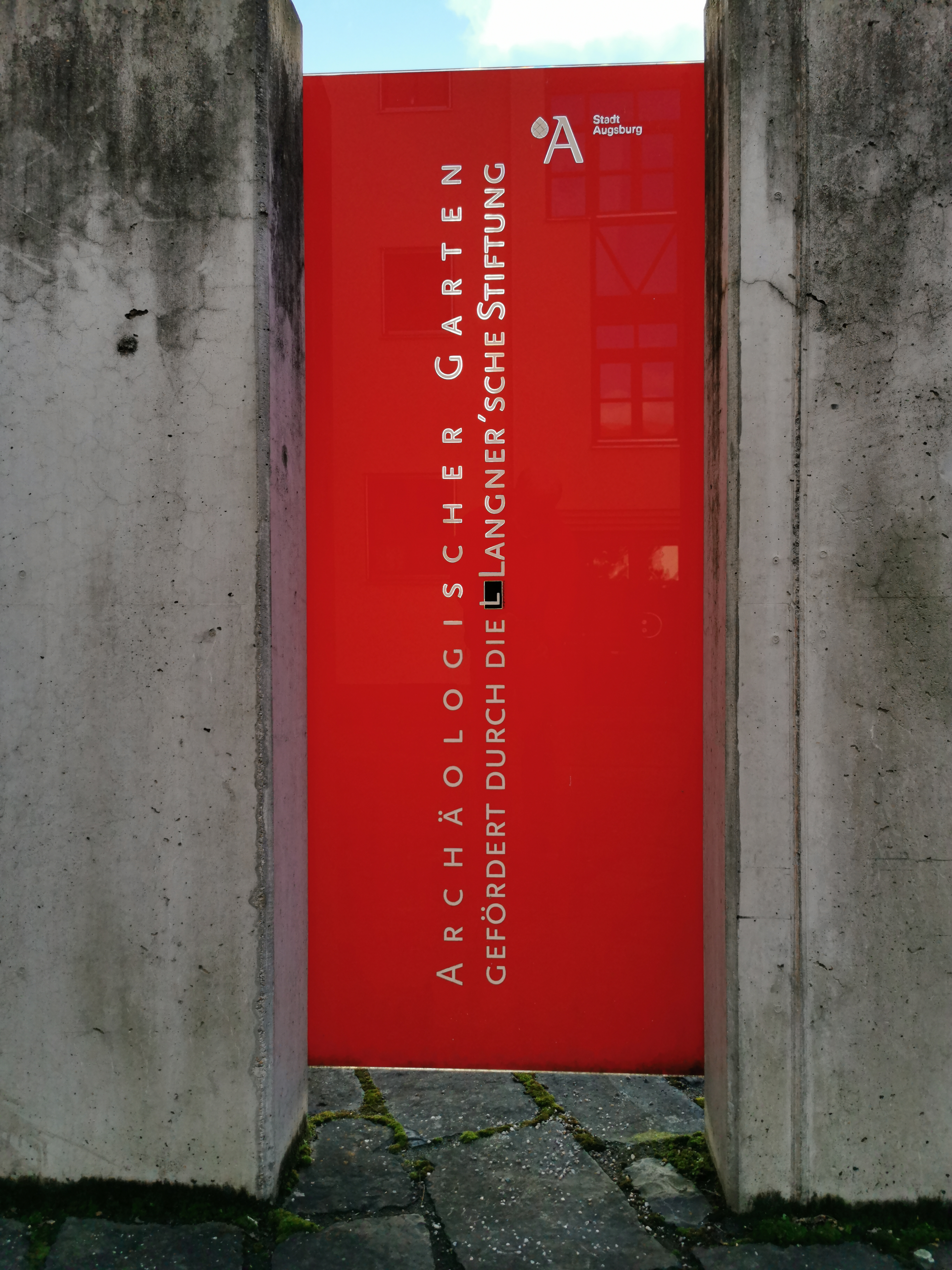
Schild

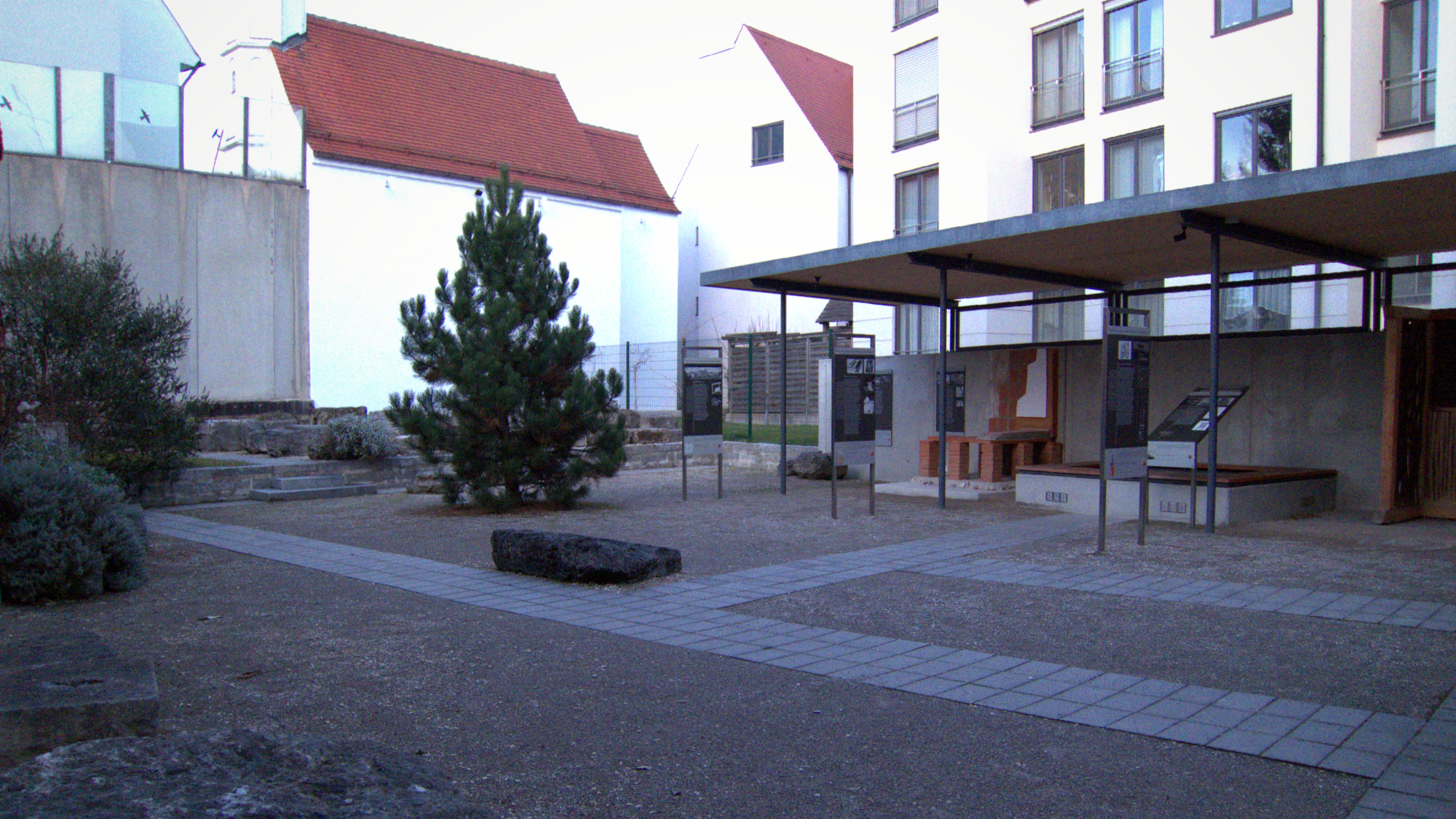
Archäologischer Garten in Augsburg

Der Archäologische Garten in Augsburg enthält römische Baureste und zeigt römische Bautechniken an Beispielen auf.

## Beschreibung

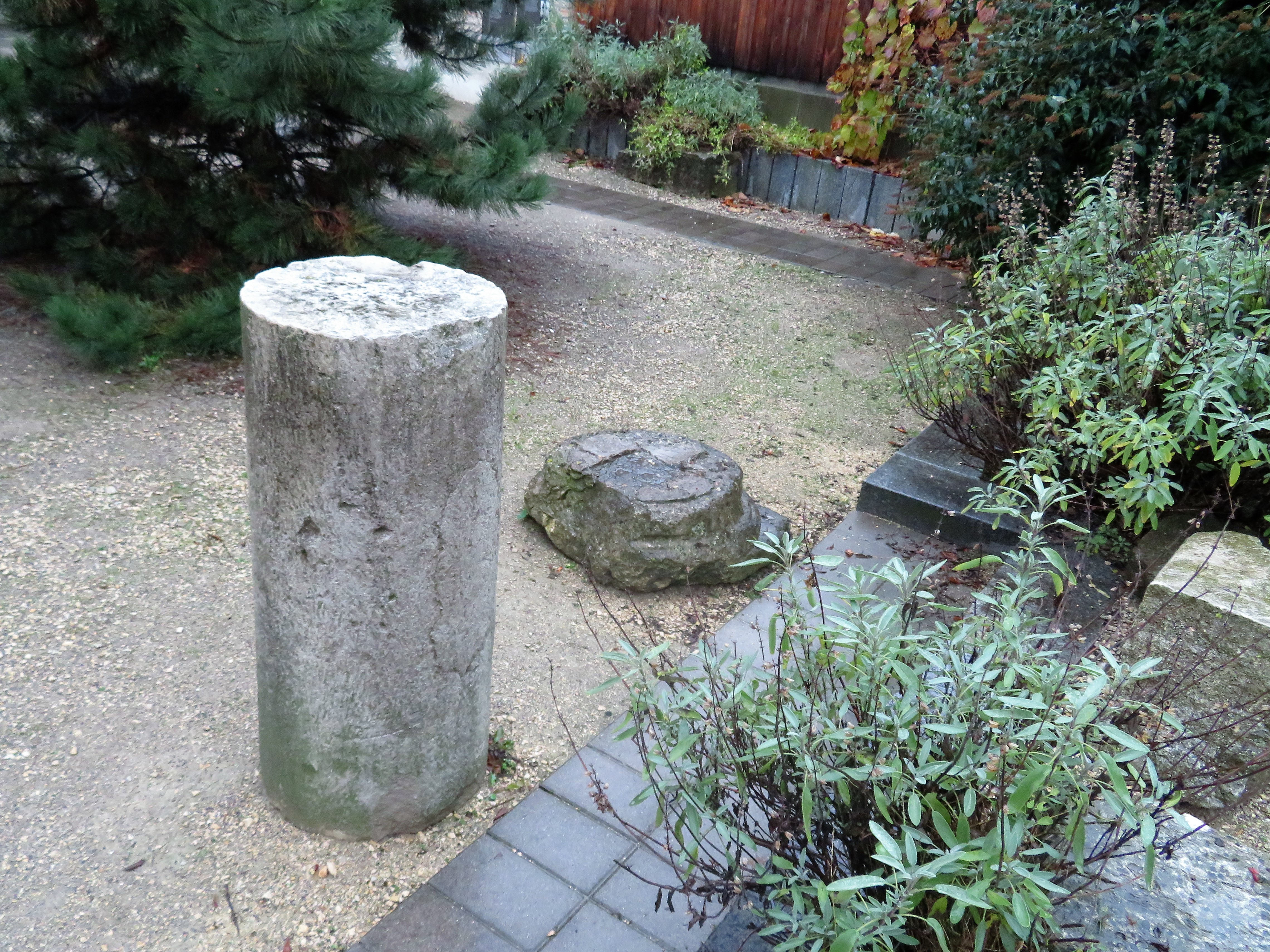
Detail

Die als archäologischer Garten genutzte Freifläche sollte im Jahr 1991 überbaut und darunter eine Tiefgarage errichtet werden. Bei umfangreichen Grabungen in den Jahren 1992 bis 1996 wurden auf dem Gelände Fundamente und Fundstücke eines römischen Großbaues (vermutlich Thermen) gefunden. Am 1. Juli 2010 beschloss der Stadtrat von Augsburg, das Gelände zu erhalten. Gemeinsam mit der Langnerschen Stiftung konnte die Stadt Augsburg die Mittel für die Freihaltung und Gestaltung des Archäologischen Gartens aufbringen und kaufte das Gelände von der katholischen Kirche.
Die bauvorbereitenden Grabungen fanden auf einer Fläche von rund 2.000 m² statt. Der Archäologische Park hat eine Ausdehnung von ungefähr 400 m².

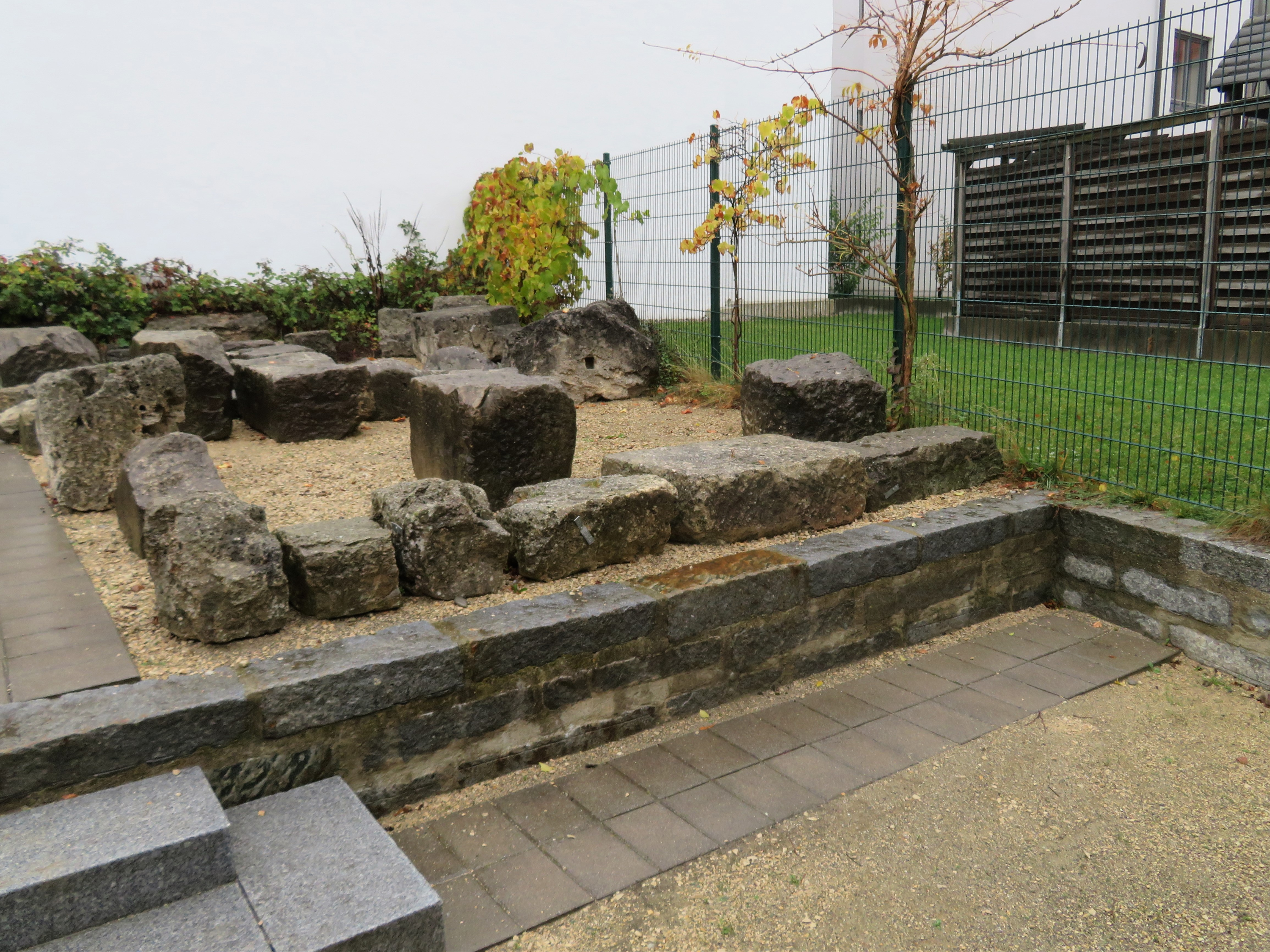
Der rückwärtige Teil

Die Eröffnung erfolgte am 8. Juli 2011.
Im Bereich des Archäologischen Gartens befinden sich die Bodendenkmäler: D-7-7631-0514 (Hauptstadt der römischen Provinz Rätien), D-7-7631-0520 (Mittelalterliche und frühneuzeitliche Befunde) und D-7-7631-0529 (Kloster der frühen Neuzeit).

## Schutzmaßnahmen
Der größte Teil der Anlage ist ohne Überdachung. Auf dem leicht erhöhten hinteren Bereich kann im Sommer durch die offene Lage und durch die Bepflanzung beim Besucher ein mediterraner Eindruck entstehen. Die Beispielbauten Hypokaustheizung und Ausfachung sowie die konservierte Herdstelle sind überdacht.

## Sonstiges
In der Anlage ist ein öffentlicher Trinkbrunnen vorhanden.